# Parablepisanis mystrocnemoides
Parablepisanis mystrocnemoides là một loài bọ cánh cứng trong họ Cerambycidae.